# Jezírko u Dobříše
Jezírko u Dobříše je jezírko vzniklé zatopením lomu na nepropustném podkladu. Nachází se jižně od města Dobříš v okrese Příbram ve Středočeském kraji v Česku. Má rozlohu 1,145 ha. Je 170 m dlouhé a 110 m široké. Leží v nadmořské výšce 367 m.

## Okolí
Okolí jezírka tvoří dno bývalého lomu, které je porostlé trávou a ojedinělými stromy. Okolní bývalý lom spolu s vodní plochou tvoří přírodní památku, která byla vyhlášena k 10. listopadu 2009 a její rozloha je 4,2011 ha. Byla vyhlášena společně s přírodní památkou Pařezitý u Svatého pole a přírodním parkem Hřebeny. Důvodem ochrany je geologický profil svrchněproterozoických slabě metamorfovaných sedimentů, které byly uloženy v mořském prostředí.

### Geologie
Sled sedimentárních hornin je tvořen především drobami, prachovci a rozpadavými jílovitými břidlicemi. Důležitým horninovým typem jsou tzv. dobříšské slepence, které v tomto lomu mají svůj ukázkový vývoj. Horniny se řadí k barrandienskému proterozoiku a do tzv. štěchovické skupiny.

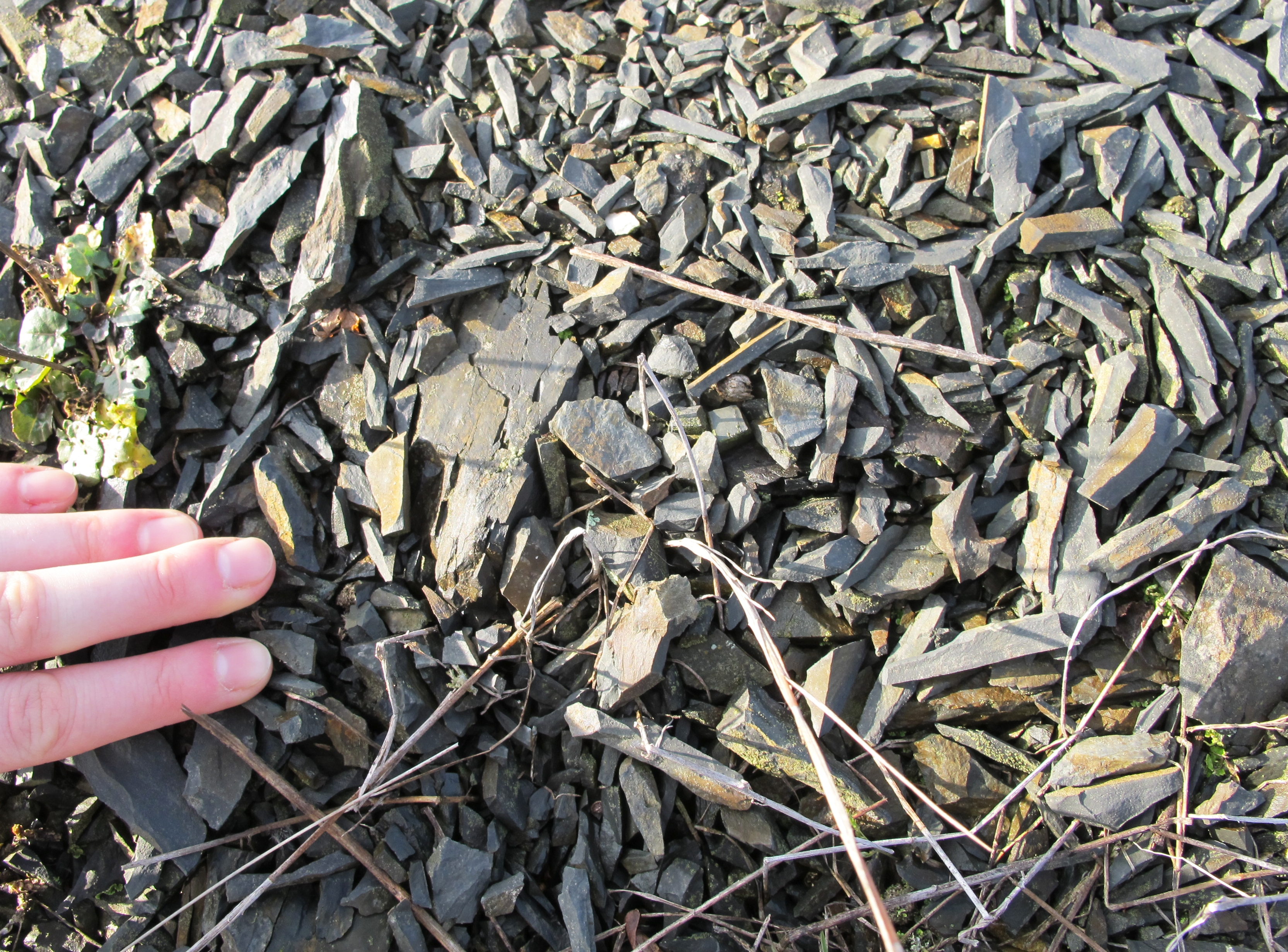
Rozpadavé břidlice

## Vodní režim
Jezírko nemá povrchový přítok ani odtok. Náleží k povodí Sychrovského potoka.

## Fauna a flora

### Ohrožené druhy živočichů
Z ohrožených druhů živočichů se na území přírodní památky nachází: kovařík Zorochros meridionalis,
soumračník skořicový (Spialia sertorius), modrásek rozchodníkový (Scolitantides orion); obratlovci jsou zastoupeni např. ohroženým kulíkem říčním (Charadrius dubios). Z druhů, které nejsou vyhlášeny za ohrožené, ale zároveň se nejedná o běžné druhy: ťuhýk obecný (Lanius collurio), skokan zelený (Rana esculenta) a skřehotavý (R. ridibunda).

## Přístup
Chráněné území je veřejnosti přístupné pouze po obvodu z ulice Příbramské ulice v Dobříši od autobusové zastávky Dobříš, lom.